# Chris Maguire
Christopher Jack „Chris” Maguire (ur. 16 stycznia 1989 w Bellshill) – szkocki piłkarz występujący na pozycji napastnika w Bury F.C.

## Kariera klubowa
Maguire zawodową karierę rozpoczynał w sezonie 2005/2006 w zespole Aberdeen. W Scottish Premier League zadebiutował 7 maja 2006 roku w zremisowanym 2:2 pojedynku z Celtikiem. Było to jednocześnie jedyne spotkanie rozegrane przez niego w tamtym sezonie w barwach Aberdeen. Od początku następnego sezonu zaczął częściej grywać w składzie Aberdeen. 26 grudnia 2006 roku w wygranym 3:1 spotkaniu z Kilmarnock strzelił pierwszego gola w Scottish Premier League. W 2007 roku zajął z zespołem 3. miejsce w tej lidze.
W lutym 2010 Maguire został wypożyczony do Kilmarnock, także grającego w Scottish Premier League. Zadebiutował tam 2 lutego 2010 roku w wygranym 1:0 meczu z Celtikiem, w którym zdobył także bramkę. W maju 2010 roku wrócił do Aberdeen.
W czerwcu 2011 roku podpisał trzyletni kontrakt z występującym w Championship Derby County.

## Kariera reprezentacyjna
W reprezentacji Szkocji Maguire zadebiutował 9 lutego 2011 roku w wygranym 3:0 towarzyskim meczu z Irlandią Północną.